# A Pillow of Winds
«A Pillow of Winds» (с англ. — «Ложе ветров») — песня группы Pink Floyd с альбома Meddle (1971). Представлена на первой стороне LP вторым по счёту треком.
«A Pillow of Winds» ни разу не исполнялась на концертах группы так же, как и «Fearless» и «San Tropez» с альбома Meddle.

## О композиции
По утверждению Ника Мейсона, название песни «A Pillow of Winds» связано с увлечением музыкантов группы игрой в маджонг. Музыка написана Дэвидом Гилмором и Роджером Уотерсом, автор текста — Роджер Уотерс. Вокал принадлежит Дэвиду Гилмору, исполнившему также все гитарные партии в этой композиции (на акустической гитаре и слайд-гитаре). Воедино песня связывается звучащей на втором плане партией органа, на котором играет Ричард Райт.

## Участники записи
- Дэвид Гилмор — ведущий вокал, акустическая и электрическая гитары, электрическая и акустическая слайд-гитары;
- Ричард Райт — орган Хаммонда, фортепиано;
- Роджер Уотерс — безладовая бас-гитара;
- Ник Мэйсон — хай-хэты.